# ولفرام کلایس
ولفرام کلایس (آلمانی: Wolfram Kleiss زاده ۱۹۳۰ - درگذشته ۲۰۲۱) باستان‌شناس آلمانی بود که اکتشافات باستان‌شناسی بسیاری انجام داده و مکان‌های تاریخی بسیاری را در ایران را کاوش کرده‌است. وی سال‌های طولانی از عمر خود را در ایران پژوهش و کاوش باستان‌شناسی کرده بود.

## زندگی‌نامه
ولفرام کلایس در سال ۱۹۳۰ در برلین و وایمار آلمان متولد شد. وی در دانشگاه فنی برلین تحصیل کرد و در ۲۵ سپتامبر ۱۹۵۹ در رشته «ساختمان‌های عمومی در کامبوج: مشخصات و بازسازی» فارغ‌التحصیل شد. در همان سال وی از مؤسسه باستان‌شناسی آلمان (DAI) بورس تحصیلی دریافت کرد و برای اولین بار به ایران سفر کرد. از سال ۱۹۶۷ وی به عنوان معاون مدیر در شعبه مؤسسه مذکور در تهران کار کرد و در سال ۱۹۶۱ مدیر آن شد و این سمت را تا زمان بازنشستگی در ۱۹۹۵ و جایگزینی با جانشینش در طول اقامت خود در ایران حفظ کرد.
وی مدیر انستیتوی باستان‌شناسی آلمان در تهران بود و در سال ۱۹۹۵ بازنشسته شد. و در فوریه ۲۰۲۱ در سن ۹۰ سالگی درگذشت. او متخصص اورارتو بود که در مورد انواع ساختمان‌ها و آثار معماری دوره‌های مختلف پیشاتاریخ و تاریخی ایران نیز تحقیق و مطالعه کرد.

## تحقیق در ایران
وی در سال ۱۹۵۹ از مؤسسه باستان‌شناسی آلمان کمک هزینه تحقیقاتی دریافت کرد و برای اولین بار به ایران سفر کرد. در ۱۹۷۱–۱۹۸۶، او مدیر انستیتوی شعبه تهران بود و در ایران طی دهه‌های ۱۹۷۰ و ۱۹۸۰، بسیاری از اکتشافات باستان‌شناسی انجام شده را در تخت سلیمان، مسجد سلیمان، بسطام و بیستون با یک تیم باستان‌شناس از ایران انجام داد.
او در ایران در طول زندگی خود به عنوان عضوی از مؤسسه باستان‌شناسی آلمان و به همراه همکارش استفان کرول (باستان‌شناس) سفرهای زیادی به ایران انجام داد و از بیش از ۱۰۰۰ سایت باستانی بازدید کرد تا با اشتیاق و دقت، معماری و آثار فرهنگی باستانی ایران را ثبت کند. او همچنین از قلعه‌های اورارتو گرفته تا پل‌ها و مساجد قاجار همه چیز را مطالعه و مستند کرد.
بین سالهای ۱۹۶۹ و ۱۹۷۸، کلایس با همکاری تیمی از باستان شناسان از ایران، آلمان، ایتالیا، کانادا و آمریکا دژ اورارتوی در بسطامرا حفاری کرد.
علاوه بر این، از سال ۱۹۶۷ تا ۱۹۷۹، کلایس بررسی‌های باستان‌شناسی را در شمال غربی ایران انجام داد و نتایج را در مجموعه‌ای از مقاله‌ها منتشر کرد، طبق موزه ملی ایران که نه تنها بقایای اورارتویی، بلکه تمام دوره‌های از نوسنگی به بعد را شامل می‌شود.

## انتشارات
ولفرام کلایس مجموعه قابل توجهی از انتشارات، اطلاعیه‌ها، نقشه‌ها، طرح‌های معماری و یک مجموعه عکاسی غنی را برای آیندگان به یادگار گذاشته‌است.
انتشارات وی - بیش از سیصد اثر - موضوعات گسترده معماری و شهرسازی در ایران را پوشش می‌دهد. از جمله کتاب‌های وی:
- تاریخ معماری ایران (باستان‌شناسی در ایران و توران) نوشته ولفرام کلیس Wolfram Kleiss در آغازین روزهای سال ۲۰۱۸ در ۴۶۴ صفحه به زبان آلمانی منتشر شد. ولفرام کلایس در این کتاب تاریخ معماری ایران را از هزاره چهارم پیش از میلاد تا زمان حال حاضر مورد بررسی قرار داده‌است. در این کتاب، ساختمان‌هایی از دوران ماقبل تاریخ، در اوایل دوره اورارتو، دوره قرون وسطی، هخامنشی، پارت و ساسانی تا امروز مورد بررسی قرار گرفته‌اند و نویسنده دربارهٔ کتیبه‌ها، مساجد، بازارها، حمام‌ها و قصرها، همچنین ساختمان‌های عمومی و ساختمان‌های مدرن نوشته‌است. کلیس همچنین ساختمان‌ها، پل‌ها و کاروانسراهای دوره اسلامی را هم در این کتاب بررسی کرده‌است و ویژگی‌های معماری ایرانی را که هنوز هم بر ساختار سازه تأثیر می‌گذارد، در آن دوره ردیابی می‌کند.[۸]
- 'کاروانسراهای ایران'، 'بیستون، تاریخ، و تاریخ تحقیق ۱۹۶۳–۱۹۶۷' و 'Bastam / Rusa-i Uru.Tur '.[۴][۶][۹]

قابل توجه تر هستند.
- کتاب‌های «بسطام ۱ و ۲»، «کاروانسراهای ایران» و «تاریخ معماری ایران» از آثار اوست که پژوهشگاه میراث فرهنگی و گردشگری آن را چاپ کرده‌است.[۱][۲]